# Новелара
Новелара (итал. Novellara) је насеље у Италији у округу Ређо Емилија, региону Емилија-Ромања.
Према процени из 2011. у насељу је живело 10393 становника. Насеље се налази на надморској висини од 28 м.

## Становништво
Према резултатима пописа становништва 2011. у општини је живело 13.455 становника.
| 1931.  | 1936.  | 1951.  | 1961.  | 1971.  | 1981.  | 1991.  | 2001.  | 2011.  |
| ------ | ------ | ------ | ------ | ------ | ------ | ------ | ------ | ------ |
| 10.374 | 10.637 | 11.152 | 10.410 | 10.448 | 11.349 | 11.235 | 11.912 | 13.455 |

## Партнерски градови
- Neve Shalom
- Нови Јичин
- Санкти Спиритус
- Santa Gertrudes